# Malice Mizer
Malice Mizer (マリス ミゼル marisu mizeru?), estilizado «MALICE MIZER», fue una banda japonesa de rock gótico, metal gótico, y visual kei formada en Tokio, estuvo activa desde agosto de 1992 hasta diciembre de 2001.
Fundada por los guitarristas Mana y Közi, el nombre de la banda significa "malicia y miseria", extraída de ―"Nada más que un ser de malicia y miseria" —su respuesta a la pregunta― "¿Qué es el humano?" 
Su música y temática temprana se caracterizaron por sus fuertes influencias francesas y clásicas, más tarde se alejaron del deliberado romanticismo francés e incorporaron aspectos góticos después de que la banda se enfrentara con varias dificultades.
Malice Mizer tuvo un gran reconocimiento tanto por su música como por sus actuaciones en vivo, con espléndidos trajes históricos y escenografías, piezas de teatro silenciosas que incluyen varias canciones e incluso un ejemplo particularmente notable, el vocalista descendiendo a la Tierra como un ángel caído, solo para ascender nuevamente al final del concierto. A lo largo de su historia, la banda pasó por diferentes alineaciones y tres drásticos cambios de imagen.
El 11 de diciembre de 2001, se anunció que Malice Mizer iría en un hiato indefinido. Siete años más tarde, Közi tocó en el escenario con la banda de Mana, Moi dix Mois, para un concierto de sesión el 27 de diciembre de 2008. En 2009, Közi hizo una gira corta de dos conciertos con Moi dix Mois llamado Deep Sanctuary. Un año después, en julio de 2010, realizó otra gira con Moi dix Mois, esta vez con Yu~ki como invitado especial en Akasaka Blitz el 17 de julio. Esta fue la primera vez en nueve años que los tres miembros originales estuvieron juntos en un escenario. El trío ha actuado juntos varias veces desde entonces.
Malice Mizer hace parte de los llamados "cuatro grandes del visual kei" junto con Fanatic Crisis, Shazna y La'cryma Christi de los años 1990.

## Historia

### Primera formación
El sonido de Malice Mizer durante la primera época, era una mezcla de rock gótico, música clásica y pop francés, su primer concierto se llevó a cabo en el Meguro Rock-may-kan, durante el cual se repartieron 100 copias únicas de su primera cinta de demostración «Sans Logique», que contiene 4 canciones instrumentales, entre ellas “Sadness ~I know the reason for her sadness~” y un breve fragmento de “Speed of Desperate”, canción que sería publicada de manera oficial en el álbum ómnibus Braintrash el 24 de febrero de 1993. El 15 de marzo de 1993 el baterista Gaz abandonó la banda por razones aún desconocidas, 2 días después el 17 de marzo un nuevo baterista entraría como miembro de soporte de la banda con el apodo Ukyo quien más tarde sería conocido como Kami. El 27 de marzo la banda participó en el evento televisado Shock Age interpretando “Rafflesia” canción escrita por Tetsu y Mana. El 5 de abril del mismo año se publicó su segunda cinta de demostración «Sadness» durante un concierto en Nanba Rockets con una sola canción siendo esta la versión con vocales de “Sadness ~I know the reason for her sadness~”, en los créditos de esta cinta figura la leyenda "Thanks for Gaz". Más tarde la canción “Speed of Desperate” fue reeditada y publicada en la cinta de demostración «Sadness & Speed of Desperate» aunque no se conoce la fecha de la publicación de esta última. Finalmente en mayo Kami pasaría a ser un miembro oficial de la banda. El primer aniversario de la banda fue celebrado 
en el Meguro Rock-may-kan, lugar donde habían debutado un año antes, durante la presentación se repartió la cinta de demostración «The 1th Anniversary» que contiene las canciones “Sadness ~I know the reason for her sadness~” y la versión en vivo de “Lafflesia”, grabada durante un concierto en el Club Gio. El 3 de noviembre se inauguró el evento Higeki no Bansan en el Shinjuku LOFT, esta presentación tuvo el nombre de "~Dai ichi yoru~ Higeki no Bansan Vol. 1", junto a ellos se presentaron las bandas Penicillin, Datenshi y Ramizeamore. 

#### Memoire y cher de memoire tour
El 22 de febrero de 1994 se llevó a cabo el evento ~Dai ni yoru~ Higeki no Bansan Vol. 2 celebrado en el Shinjuku LOFT, en el compartieron escenario con las bandas Siam Shade y Baiser. Después de esta fecha la banda mantuvo lejos de los escenarios por cinco meses, tiempo en el cual se dedicaron a la producción de su primer álbum memoire. El 24 de julio es publicado el álbum bajo el sello discográfico Midi:Nette propiedad del guitarrista Mana, La portada y la tipografía de la portada están inspirados en el álbum Ainsi soit je... de la cantante canadiense de pop francés Mylène Farmer. El 3 de agosto comienza el Tour Cher de memoire, se realizaron 15 presentaciones en celebración del nuevo álbum. El tour finalizó con una presentación en el Meguro Rock-may-kan la noche del 23 de septiembre. Durante las presentaciones la banda adquirió una nueva imagen, dejaron atrás los trajes góticos simples y empezaron a portar trajes más elaborados.

#### Cher de memoire II y memoire DX
El tour cher de memoire II contó con siete fechas, la primera se celebró el cinco de diciembre, en este tour se interpretaron canciones nuevas que no serían lanzadas de manera oficial hasta el segundo periodo o era de la banda con un nuevo vocalista. 
El 24 de diciembre fue publicado el álbum memoire DX que es una reedición de su álbum anterior memoire, esta publicación cuenta con una canción nueva “Barokku” y se incluyó un booklet extra llamado "Visual Story Booklet" que contiene nuevas fotos de la banda. El 12 de diciembre se realizó la última presentación del vocalista Tetsu en el Meguro Rock-may-kan llamada "Cher de memoire II final, Tetsu last live", al parecer este había decidido dejar la banda por diferencias creativas, aunque esto jamás fue confirmado. Después de esta presentación, la banda cesó actividades por nueve meses.

### Segunda formación
En 1995, tras casi un año lejos de los escenarios, Malice Mizer incorporó a Gackt como nuevo vocalista. Bajo su influencia, el estilo del grupo se volvió más nostálgico y romántico, con una mayor influencia tanto de la música clásica como de la música pop francesa. En cuanto a su vestuario, la banda abandonó su estilo gótico por coloridos trajes históricos con una mayor influencia de la estética visual kei.
El 10 de diciembre fue publicado su primer sencillo, y su primer trabajo musical con el nuevo vocalista Gackt, «Uruwashiki Kamen no Shoutaijou», el sonido de este sencillo es totalmente diferente a sus trabajos anteriores es en donde se puede apreciar una fuerte influencia de la música pop francesa, el sencillo contiene la versión en japonés de la canción “Après Midi ~Aru Pari no Gogo De~”, la versión en inglés fue publicada en el ómnibus álbum Shock Wave '96 y en una cinta de demostración repartida durante eventos públicos. No se tienen registros de listas de las ventas de este sencillo. 

#### Voyage ~Sans Retour~
En junio de 1996, Malice Mizer lanzó al mercado su segundo álbum, Voyage ~sans retour~, según declaraciones de los miembros de la banda el estilo musical del álbum era como "un retorno a la infancia" durante dos años se realizaron presentaciones por todo Japón promocionando su nuevo sencillo y el álbum. Malice Mizer estaba logrando un gran reconocimiento entre el público y los medios. El 10 de octubre se publicó el segundo sencillo «Ma chérie ~Itoshii kimi e~» como celebración del primer aniversario de Gackt como vocalista de la banda, y como inauguración de su club de fanáticos oficial, también llamado «ma chérie».

#### Nippon Columbia y merveilles
La popularidad de la banda creció y en 1997 firmaron un contrato con el importante sello discográfico Nippon Columbia, con el que editaron un gran número de exitosos sencillos, un cortometraje (Verte Aile, también llamado Bel Air de l'image); y, en 1998, su primer y último álbum con esa discográfica, merveilles. También tuvieron su propio programa de radio y revista. En enero de 1999, en pleno apogeo de la banda, Gackt la abandonó para empezar su carrera como solista. Malice Mizer rompió su contrato con Nippon Columbia y volvió a la firma de música indie de Mana, Midi:Nette.

### Muerte de Kami y periodo sin vocalista
Unos meses después de la retirada de Gackt, el baterista Kami murió a causa de una hemorragia subaracnoidea, dejando atrás un conjunto de canciones, que al final la banda sacó a la luz como parte del Mini álbum/Colección de vídeos Shinwa ~ Kami's Memorial Box ~; Kami nunca fue reemplazado. Desde entonces, Malice Mizer sólo utilizaría soportes grabados de batería, y Kami sería acreditado como el "familiar eterno" o el "eternal blood relative" en todos sus futuros lanzamientos.

### Tercera formación
A mediados de 1999 y a inicios de 2000, Malice Mizer –aún sin vocalista oficial– publicó varios sencillos y empezó a trabajar en un nuevo álbum. Eventualmente, encontraron a "Masaki Haruna", amigo de Yu~ki, a quien más tarde conocerían como Klaha (exvocalista de Pride Of Mind). La música de la banda empezó a tener tintes más oscuros y serios, y optaron por una dramática mezcla de música clásica, Rock gótico y en algunas canciones se puede apreciar la influencia del Metal, y readoptaron el estilo gótico en su vestuario. En verano de 2000, publicaron su último álbum, Bara no Seidou, seguido de un espectáculo teatral en vivo, con pirotecnia, un coro conformado por "monjas" y como utilería una catedral a escala inspirada en la Catedral de San Vito de Praga. En 2001, Malice Mizer protagonizó una película que fue una adaptación de Drácula, de Bram Stoker, Bara no Konrei ~Mayonaka ni Kawashita Yakusoku~, y lanzaron cuatro sencillos más, «Gardenia», «Beast of Blood», «Mayonaka ni Kawashita Yakusoku» y «Garnet ~Kindan no Sono e~». En estos trabajos, Shue participa como miembro de soporte en la batería.
A finales de 2001, Malice Mizer anuncia un periodo de inactividad indefinido dejando un mensaje en su página oficial, que aún se puede  ver.

## Miembros
| Miembros históricos - Mana - guitarra, sintetizador - Közi - guitarra, sintetizador, coros - Yu~ki - bajo, coros - Kami † - batería, percusión, coros (1993-1999) (Fallecido en 1999) Miembros anteriores - Gaz † - batería (1992-1993) (Fallecido en 2017) - Tetsu - voz (1992-1994) - Gackt - voz y piano (1995-1999) - Klaha - voz (2000-2001) | Miembros de soporte - Yohei Shimada - teclados (1996-1998) - Kazune - teclados (2000-2001) - Shue - batería, percusión (2000-2001) - Kiichiro Akui - batería (2001) | Miembros de gira - Katsuo - voz (2008) - Sugiya - bajo (2008) - Hayato - batería, percusión (2010, 2012, 2014, 2016) - Shuji Ishii - voz (2018) - Kamijo - voz (2018) - Hitomi - voz (2018) - sakura: batería, percusión, coros (2018) |

## Discografía

### Álbumes y EP
- 1994: memoire
- 1996: voyage
- 1998: merveilles
- 2000: Shinwa
- 2000: bara no seidō